# Јоп ван Нелен
Јоханес Корнелис "Јоп" ван Нелен (Делфт, 15. март 1910 — Делфт, 14. новембар 1992) био је холандски фудбалски нападач који је играо за Холандију на светском првенству 1934. На клупском нивоу је играо за ДХЦ Делфт .